# Kumpusaari (ö i Lappland, Östra Lappland, lat 66,54, long 29,40)
Kumpusaari är en ö i Finland. Den ligger i sjön Saarijärvi och i kommunen Salla i den ekonomiska regionen  Östra Lapplands ekonomiska region  och landskapet Lappland, i den nordöstra delen av landet, 700 km norr om huvudstaden Helsingfors. Öns area är 0,7 hektar och dess största längd är 140 meter i öst-västlig riktning.